# Pesa Swing
Le Swing est un modèle de tramway articulé à plancher bas. Commercialisé à partir de 2010, le Swing est construit par l'entreprise polonaise PESA. 

## Commercialisation
| Pays     | Ville       | Modèle   | Livraison | Nombre | Écartement mm |
| -------- | ----------- | -------- | --------- | ------ | ------------- |
| Bulgarie | Sofia       | 122NaSF  | 2013-2014 | 25     | 1,009 m       |
| Hongrie  | Szeged      | 120Nb    | 2011-2012 | 9      | 1,435 m       |
| Pologne  | Bydgoszcz   | 120NaB   | 2014-2015 | 12     | 1,000 m       |
| Pologne  | Gdańsk      | 120NaG   | 2010-2011 | 35     | 1,435 m       |
| Pologne  | Łódź        |          | 2015      | 22     | 1,000 m       |
| Pologne  | Szczecin    | 120NaS   | 2010-2011 | 6      | 1,435 m       |
| Pologne  | Szczecin    | 120NaS2  | 2013-2014 | 22     | 1,435 m       |
| Pologne  | Toruń       | 122NbT   | 2014-2015 | 6      | 1,000 m       |
| Pologne  | Toruń       | 121NbT   | 2015      | 6      | 1,000 m       |
| Pologne  | Varsovie    | 120Na    | 2010-2013 | 180    | 1,435 m       |
| Pologne  | Varsovie    | 120NaDuo | 2012      | 6      | 1,435 m       |
| Roumanie | Cluj-Napoca | 120NaR   | 2012      | 4      | 1,435 m       |
| Roumanie | Iași        | 122NaJ   | 2021      | 16     | 1,000 m       |
| Russie   | Kaliningrad | 121NaK   | 2012      | 3      | 1,000 m       |